# Neumarkt in der Oberpfalz
Pour les articles homonymes, voir Neumarkt.
Neumarkt in der Oberpfalz est une ville d'Allemagne, chef-lieu de l'arrondissement de Neumarkt in der Oberpfalz dans le district du Haut-Palatinat, en Bavière. Elle possède le statut de Große Kreisstadt.

## Quartiers

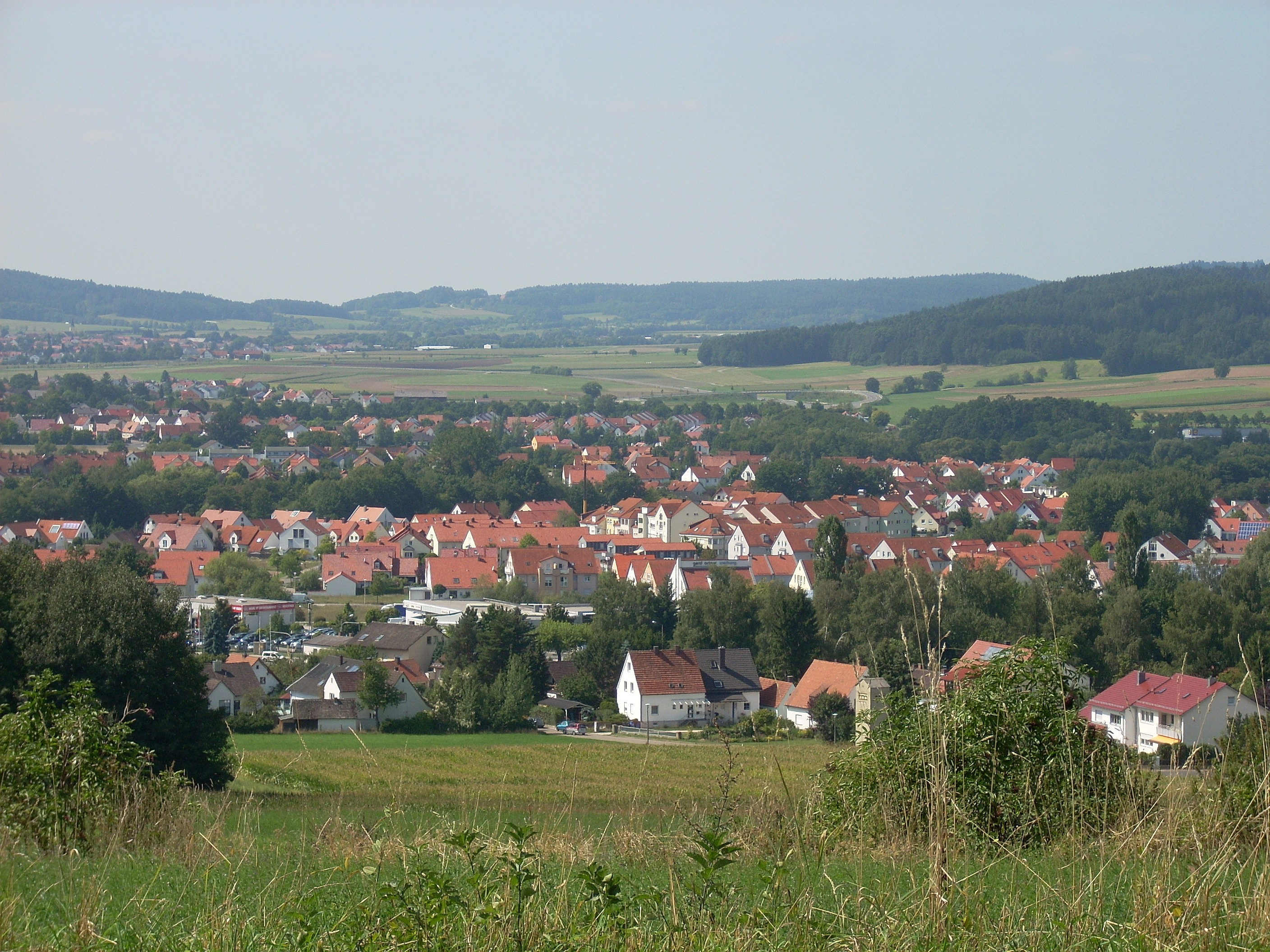
Kohlenbrunnermühle et Altenhof.

| - Altenhof - Auhof - Autobahnmeisterei - Beckenmühle - Blomenhof - Bodenhof - Bodenmühle - Eichenmühle - Frickenhofen - Friedlmühle - Fuchsberg - Großwiesenhof - Guglhof - Habersmühle - Helena | - Höhenberg b. Neumarkt - Höhenberg i. Tal - Holzheim - Iberlsmühle - Ischhofen - Karhof - Kohlenbrunnermühle - Koppenmühle - Labersricht - Lähr - Lampertshofen - Lippertshofen - Mühlen - Neumarkt (centre-ville) - Ottosau | - Pelchenhofen - Pölling - Rittershof - Rödelberg - Schafhof - Schleifmühle - Schmermühle - Schönmühle - Stauf - Steinberg - Tiefenbrunn - Ungenricht - Voggenthal - Woffenbach - Wolfstein |

## Géographie
Neumarkt se situe à environ 40 km de Nuremberg et 65 km de Ratisbonne.

### Climat
Le climat de Neumarkt est de type continental, assez sec, ce qui le différencie du climat des régions alpines, qui est plus humide. Les brouillards sont fréquents en automne et en hiver, de même que la présence d'une couche fermée de neige. La température moyenne annuelle est de 8,0 °C, la moyenne annuelle de précipitations est de 735 mm.
| Mois                                                       | Jan  | Fév  | Mars | Avr  | Mai  | Juin | Juil | Août | Sept | Oct  | Nov | Déc  | Année |
| ---------------------------------------------------------- | ---- | ---- | ---- | ---- | ---- | ---- | ---- | ---- | ---- | ---- | --- | ---- | ----- |
| Températures minimales moyennes (°C)                       | -5,0 | -4,0 | -1,0 | 2,0  | 7,0  | 10,0 | 12,0 | 11,0 | 8,0  | 4,0  | 0,0 | -3,0 | 3,5   |
| Températures maximales moyennes (°C)                       | 1,0  | 3,0  | 8,0  | 13,0 | 18,0 | 21,0 | 23,0 | 22,0 | 18,0 | 12,0 | 6,0 | 2,0  | 12,0  |
| Moyennes mensuelles de précipitations (mm)                 | 51   | 43   | 48   | 50   | 71,0 | 89   | 86   | 82   | 58   | 50   | 51  | 56   | 735   |
| Source = climate-data.org - Neumarkt in der Oberpfalz, DEU |      |      |      |      |      |      |      |      |      |      |     |      |       |

## Histoire
| Appartenances historiques Saint-Empire (Ville libre) 1135–1268 Duché de Haute-Bavière 1268–1329 Palatinat du Rhin 1329–1410 Palatinat-Neumarkt 1410–1448 Palatinat-Mosbach-Neumarkt 1448–1499 Palatinat du Rhin 1499–1524 Palatinat-Neumarkt 1524–1558 Palatinat du Rhin 1558–1803 Électorat de Bavière 1803–1806 Royaume de Bavière 1806–1918 République de Weimar 1918–1933 Reich allemand 1933–1945 Allemagne occupée 1945–1949 Allemagne 1949–présent |

### La Fondation de Neumarkt
Située sur une importante route de commerce international le « nouveau marché » est fondé.
Division du duché de Wittelsbach en une branche bavaroise et une branche palatine, Neumarkt appartient alors au Palatinat Rhénan en 1329.

### Neumarkt - Résidence des comtes palatins
Au XVe siècle Neumarkt est élu ville résidence de la ligne indirecte du duc de Wittelsbach.
Sous le règne du comte Frédéric II Neumarkt redevient Résidence et voit la construction du nouveau château.

### La réforme religieuse à Neumarkt
Neumarkt accepte le Protestantisme comme religion officielle. Les débuts du Calvinisme provoquèrent de nombreuses émeutes.

### Ouverture Industrielle
Le développement industriel de la Bavière connaît un essor au XIXe siècle.
Neumarkt se transforme lentement, du statut de ville rurale elle passe à celui de ville industrielle.

### La destruction de Neumarkt durant la seconde guerre mondiale
La ville obtient pendant le Troisième Reich le titre honorifique nazi de « ville Dietrich Eckart ». Neumarkt est bombardé le 23 février et le 11 avril 1945. Le combat sans raison des «SS» a provoqué la démolition presque totale de la ville historique.

### Après 1945

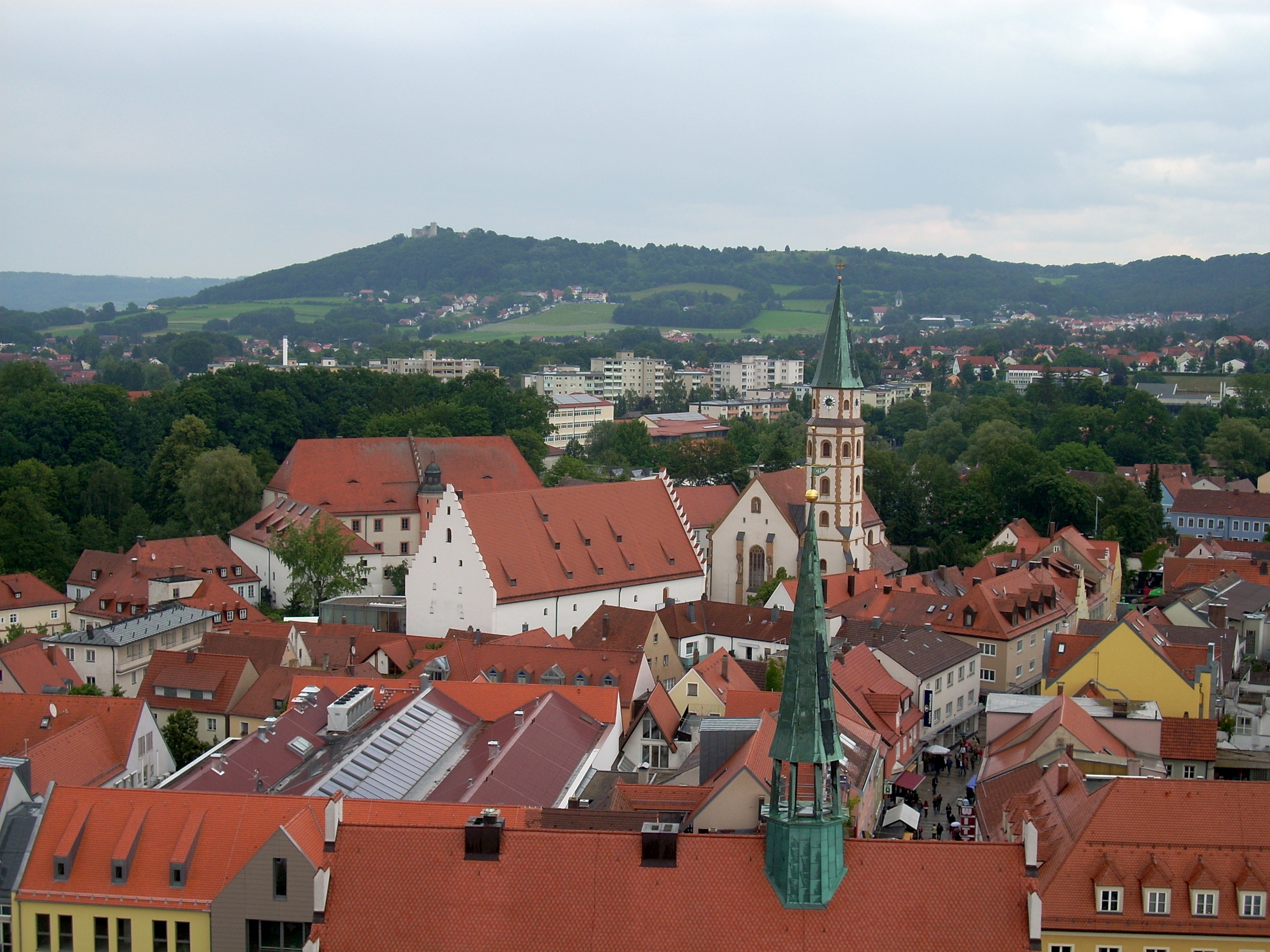
Centre-ville : Quartier de château avec le Pfalzgrafenschloss, église (Hofkirche) et Reitstadel

Depuis la destruction presque complète du Centre-Ville de Neumarkt dans les derniers jours de la Seconde Guerre mondiale et la reconstruction dans les années cinquante, Neumarkt s'est développée par paliers successifs.
Dans les années 1975 un programme d'assainissement a été mis en place et le Quartier du Château fut le premier à en bénéficier. Dès 1981 avec le programme d'assainissement et la reconstruction du « Reitstadel », Neumarkt se dota d'un centre culturel important.
Parmi les grands travaux de reconstruction dans les années 1980 : Nouveau dessin de la Place de l'Église, une zone piétonnière, une zone de verdure en centre-ville.
La mise en place d'un service de bus municipal et la création de parkings ont permis de supprimer une partie du trafic automobile et de décongestionner le centre-ville.
En 2002 le conseil municipal de Neumarkt a voté à l'unanimité le projet de l'Agenda 21. Ce projet veut représenter l'idée directrice des réalisations futures de la ville. Il rattache l'idée directrice au principe de persistance locale avec le planning futur dans des domaines sociaux, écologiques, économiques et culturels. C'est davantage que le programme d'Agenda 21 normal et une vision future de l'avenir de la ville. Le projet Agenda 21 se veut innovant en associant l'engagement des habitants dans un programme social et volontaire.

## Culture locale

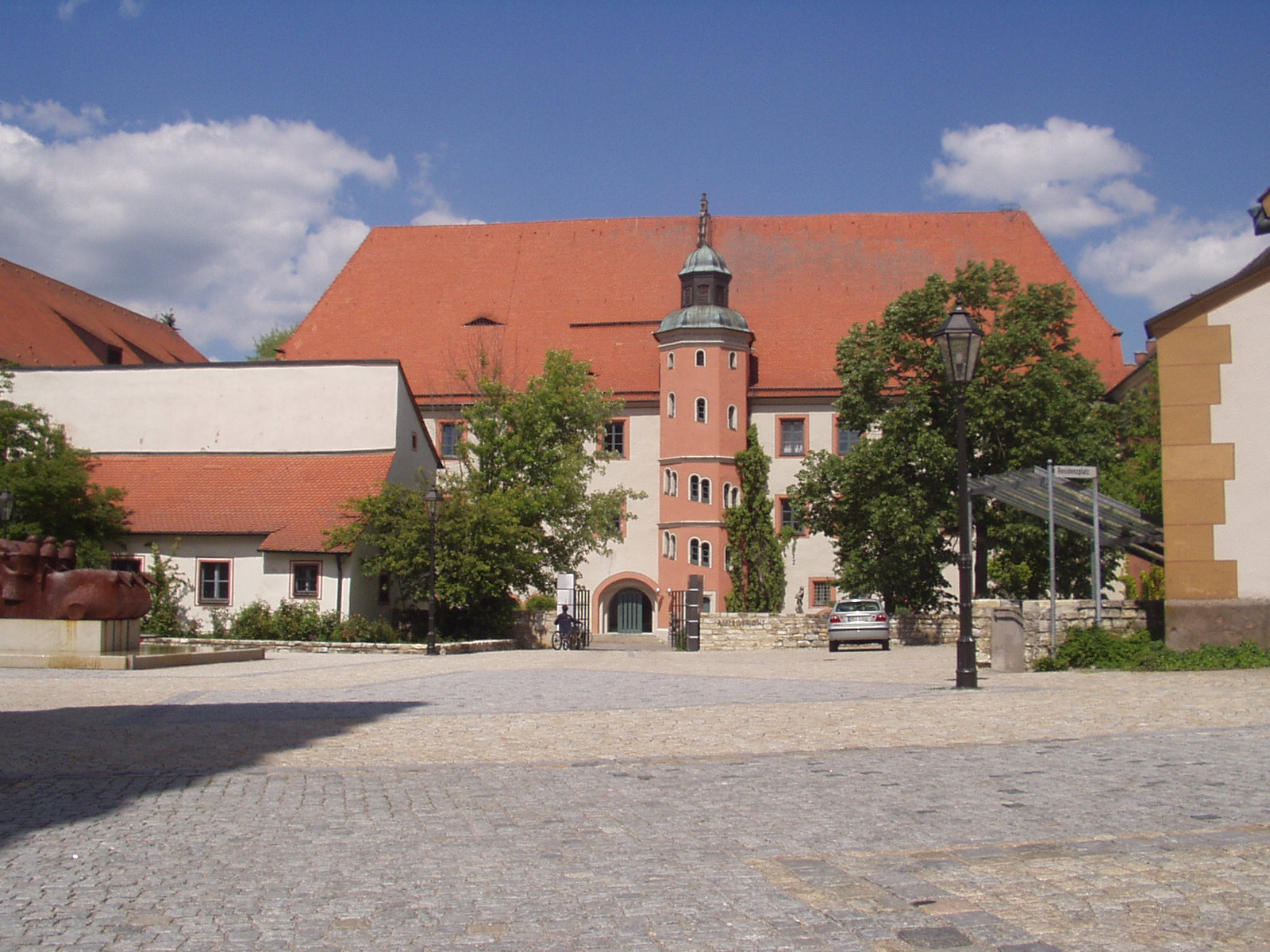
château a la place de la résidence

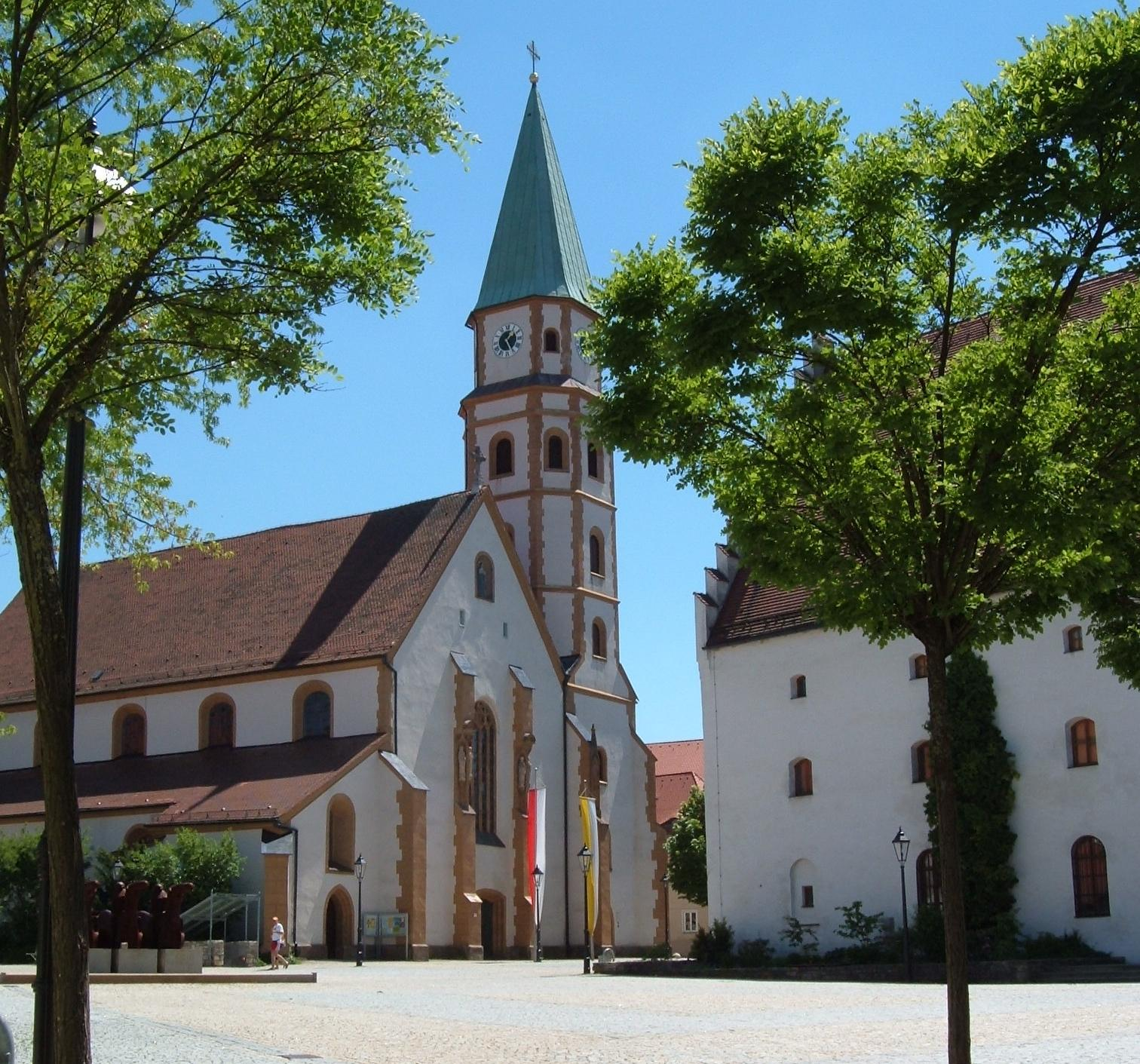
église Notre-Dame

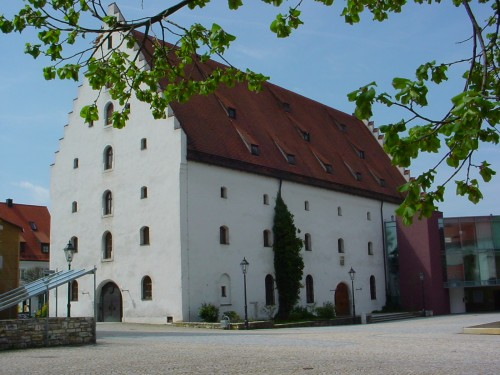
Reitstadel

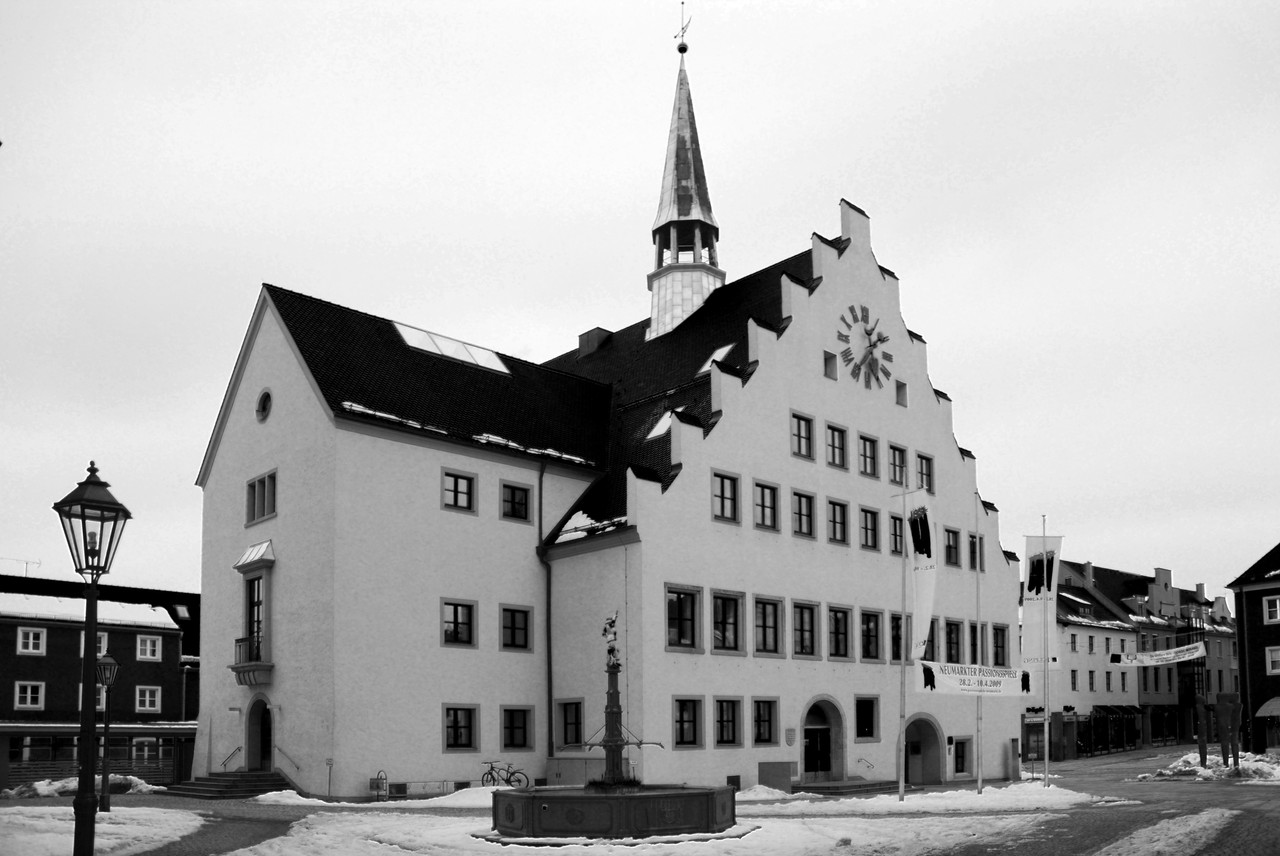
hôtel de ville

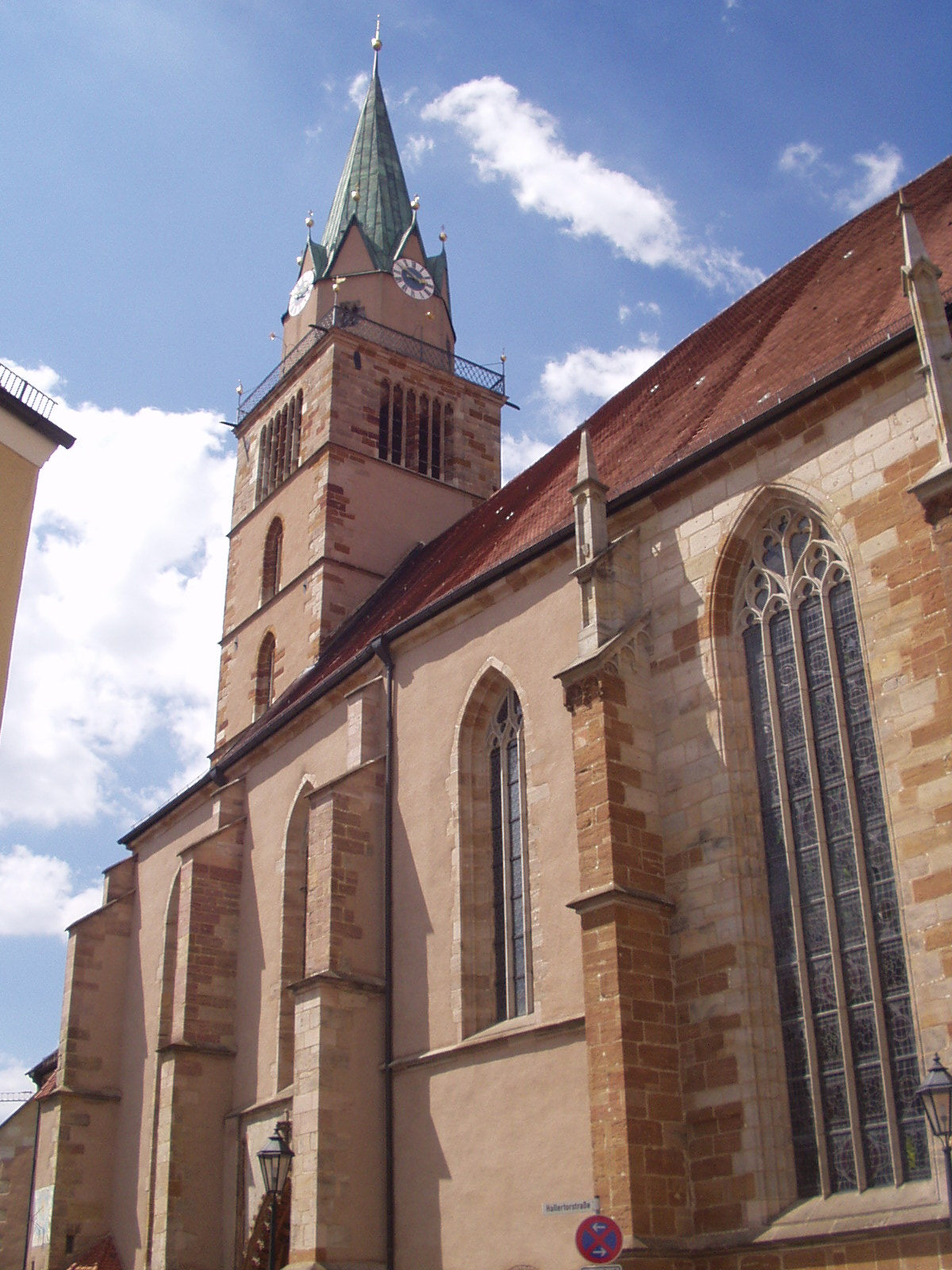
basilique de St. Jean

- l'hôtel de ville de la fin du gothique (vers 1430), détruit en 1945, reconstruit en 1956/57, entièrement rénové en 1999,
- la basilique de St. Jean, église-halle de la fin du gothique (1404-1434), contenant des fonts baptismaux romans (1230), une Vierge rayonannte de la fin du gothique, un Christ baroque et des panneaux gothiques (1478) dans da chapelle de la vierge (Marienkapelle); tour d´une hauteur de 72 m, destruction des vitraux lors d´une attaque aérienne en 1945 - réaménagée en 1994.
- le "Reitstadel", arsenal (début du XVe siècle), détruit par un incendie en 1520, reconstruit en 1531-39, manège de la garnison de 1850 à 1909, appartenant à la ville depuis 1919, détruit par un incendie en 1945, reconstruit en 1980/81 pour devenir centre culturel de la ville possédant une salle d´exposition et une salle de concert.
- le château à la place de la résidence, château gothique sous le comte palatin Jean de 1410 à 1443, détruit par un incendie en 1520, château renaissance sous le comte palatin Frédéric II reconstruit de 1520 à 1539
- ruine du château Wolfstein, édifice de la fin de l’époque romane datant du XIIIe siècle. Château ancestral des Seigneurs de Wolfstein, qui deviendront plus tard les comtes immédiats de Sulzbürg. En 1462, il se trouve sous le règne féodal du Roi de Bohème. Vente du château en 1465 à la famille Wittelsbach, finalement détruit pendant la guerre de Trente Ans. Aujourd’hui devenu un point de vue intéressant et un site de fouilles archéologiques.

## Sports
Neumarkt propose des activités sportives comme le football, les arts martiaux (judo, karaté, taekwondo, l'aïkido, la boxe et la boxe thaïlandaise), ainsi que le tennis de table, sports en fauteuil roulant, l'athlétisme, le bowling, volley-ball, lutte et tennis.

## Jumelages
La ville de Neumarkt est jumelée avec :
- Issoire (France) depuis 1971
- Mistelbach (Autriche) depuis 1983

## Personnalités nées à Neumarkt
- Christophe de Bavière (1416–1448), roi de Danemark, Norvège et Suède
- Othon II de Palatinat-Neumarkt (1435–1499), astronome et mathématicien
- Dietrich Eckart (1868–1923), poète, acteur essentiel de la formation d'Adolf Hitler, éditeur du Völkischer Beobachter
- Max Feldbauer (1869–1948), peintre
- Käthe Dorsch (1890–1957), actrice
- Michael Rackl (1883–1948), évêque d'Eichstätt
- Karl-Heinz Radschinsky (né en 1953), haltérophile
- Carina Dengler (née en 1994), actrice